# Movimento Nacional de Luta pela Moradia
O Movimento Nacional de Luta pela Moradia (MNLM) é um movimento social brasileiro. Foi criado em julho de 1990, no primeiro Encontro Nacional dos Movimentos de Moradia, com representação de 14 estados. Materializou-se depois das grandes ocupações de áreas e conjuntos habitacionais nos centros urbanos, deflagradas principalmente na década de 1980.

## Apoiadores
Entre vários organismos, teve como apoiadores a Conferência Nacional dos Bispos do Brasil (CNBB), Cáritas, Central de Movimentos Populares. Hoje também tem parceria com a Central Única dos Trabalhadores (CUT) e vínculo com o Movimento dos Trabalhadores Sem-Terra (MST).

## Proposta
O Movimento Nacional de Luta Pela Moradia (MNLM) busca acabar com o déficit habitacional, através do estímulo à organização e articulação nacional dos movimentos de luta pela moradia, desenvolvidos por sem-tetos, inquilinos, mutuários e ocupantes, unificando suas lutas pela conquista da moradia e o direito fundamental à cidade.  O debate da reforma urbana compreende não apenas a questão da casa, mas todo o seu contexto: educação, saúde, economia, trabalho, comunicação, meio ambiente, mobilidade urbana, relações humanas, etc. O movimento está organizado em 14 estados (Pará, Acre, Mato Grosso do Sul, São Paulo, Minas Gerais, Espírito Santo, Pernambuco, Sergipe, Bahia, Rio de Janeiro, Tocantins, Paraná, Paraiba, Rio Grande do Sul) e no Distrito Federal.

## Ações
Em outubro de 2017 ocupou o térreo da sede da Caixa Econômica Federal.